# Патерсон (Калифорнија)
Патерсон (енгл. Patterson) град је у америчкој савезној држави Калифорнија. По попису становништва из 2010. у њему је живело 20.413 становника.

## Демографија
Према попису становништва из 2010. у граду је живело 20.413 становника, што је 8.807 (75,9%) становника више него 2000. године.
| Група             | 2000.         | 2010.          |
| Белци             | 4.189 (36,1%) | 5.346 (26,2%)  |
| Афроамериканци    | 219 (1,9%)    | 1.291 (6,3%)   |
| Азијати           | 244 (2,1%)    | 1.069 (5,2%)   |
| Хиспаноамериканци | 6.611 (57,0%) | 11.971 (58,6%) |
| Укупно            | 11.606        | 20.413         |